# Tardeli Barros Machado Reis
Tardeli Barros Machado Reis (* 2. März 1990 in Rio Branco), auch Tardeli Reis genannt, ist ein brasilianischer Fußballspieler.

## Karriere
Tardeli Reis spielte bis 2014 beim thailändischen Drittligisten BTU United FC in der Hauptstadt Bangkok. Seine Stationen vor BTU United sind unbekannt. 2015 wechselte er in die zweite Liga, der Thai Premier League Division 1 und schloss sich Samut Songkhram FC, einem Verein aus Samut Songkhram, an. 2016 ging er zum Ligakonkurrenten Krabi FC, wo er ein Jahr spielte. Von 2017 bis 2018 spielte er in Trat beim Zweitligisten Trat FC. Seit 2019 steht er BG Pathum United FC, einem Absteiger aus der Thai League, unter Vertrag. Die Saison 2019 wurde er mit BG Meister der Thai League 2 und stieg somit in die Thai League auf. Im Juli 2020 wechselte er auf Leihbasis zum Ligakonkurrenten Samut Prakan City FC nach Samut Prakan. Mit 25 Toren wurde er Torschützenkönig der Liga. Im Juli 2021 wechselte er nach Südkorea. Hier unterschrieb er einen Vertrag beim Erstligaaufsteiger Suwon FC in Suwon. Nach sechs Erstligaspielen kehrte er im Dezember 2021 nach Thailand zurück. Hier schloss er sich dem Aufsteiger Nongbua Pitchaya FC an. Am Ende der Saison 2022/23 musste er mit Nongbua als Tabellenvorletzter den Weg in die Zweitklassigkeit antreten. Nach dem Abstieg verließ er den Verein und schloss sich zu Beginn der neuen Spielzeit im Sommer 2023 dem Erstligisten Port FC an. Nach einer Saison, in der er 28 Ligaspiele bestritt, wechselte er im Sommer 2024 zum Ligakonkurrenten PT Prachuap FC. Nach der Hinrunde, in der er 14 Ligaspiele bestritt, kehrte er Anfang Dezember 2024 zu seinem ehemaligen Verein Port FC zurück. Nach neun Ligaspielen wurde sein Vertrag im Sommer 2025 nicht verlängert.

## Erfolge
BG Pathum United FC
- Thailändischer Zweitligameister: 2019  ▲

## Auszeichnungen
Thai League 2
- Torschützenkönig: 2018

Thai League
- Torschützenkönig: 2020/21
- Best XI: 2020/21